# Bupleurum ramosissimum
Bupleurum ramosissimum är en växtart i släktet harörter och familjen flockblommiga växter.
Arten är en mindre buske som förekommer i Indien och Sri Lanka. Den beskrevs av Robert Wight och George Arnott Walker Arnott 1834.

## Synonymer
Homotypiska synonymer
- Bupleurum falcatum var. ramosissimum (Wight & Arn.) Dalzell & A.Gibson
- Bupleurum mucronatum f. ramosissimum (Wight & Arn.) C.B.Clarke
- Bupleurum wightii var. ramosissimum (Wight & Arn.) Chandrab.

Heterotypiska synonymer
- Bupleurum mucronatum Wight & Arn.
- Bupleurum mucronatum f. typicum C.B.Clarke
- Bupleurum nervosum Moon
- Bupleurum ramosissimum var. mucronatum Panigrahi & S.C.Mishra
- Bupleurum ramosissimum f. virgatum (Wight & Arn.) C.B.Clarke
- Bupleurum ramosissimum var. wightii Bennet
- Bupleurum virgatum Wight & Arn.
- Bupleurum wightii P.K.Mukh.
- Bupleurum wightii Koso-Pol.